# 苏湾镇
苏湾镇，是中华人民共和国安徽省合肥市巢湖市下辖的一个乡镇级行政单位。

## 行政区划
苏湾镇下辖以下地区：
苏湾社区、鲁桥社区、坊集社区、大坝村、寨山村、包坊村、梁帝村、联合村和东黄村。